# NFL Blitz
NFL Blitz è un videogioco scaricabile pubblicato dalla EA Sports, in collaborazione con la NFL. Il giocatore della copertina virtuale è il running back dei Baltimore Ravens Ray Rice.

## Sviluppo
A seguito della liquidazione di Midway Games nel 2009, EA Sports ha acquisito la proprietà intellettuale NFL Blitz. Per emulare gli elementi di gameplay originali, EA Tiburon ha tenuto tornei con la versione arcade originale di NFL Blitz.
EA Tiburon ha lavorato in relazione con la NFL. Mentre la lega supportava molti elementi del gameplay, richiedeva allo stesso tempo che i colpi in ritardo venissero rimossi dal gioco a causa della loro posizione sulla salute e sicurezza dei giocatori.